# Karisiddanahalli, Chikmagalur
Karisiddanahalli là một làng thuộc tehsil Chikmagalur, huyện Chikmagalur, bang Karnataka, Ấn Độ.